# Christo Jivkov
Christo Jivkov, ook bekend als Hristo Zhivkov (Bulgaars: Христо Живков) (Sofia, 18 februari 1975 –  Los Angeles, 1 april 2023) was een Bulgaarse acteur.
Jivkov werd bekend in 2001 door de rol van Giovanni De' Medici in de film Il mestiere delle armi. In 2004 volgde de film The Passion of the Christ, waar hij John (= de apostel Johannes) speelde. In 2009 vertolkte hij de rol van Leonard in de Italiaanse film Il compleanno, ook bekend als David's Birthday.
Zjivkov overleed op 48-jarige leeftijd aan de gevolgen van longkanker.
- Bibliothèque nationale de France: cb14492947w (data)
- Catàleg d'autoritats de noms i títols de Catalunya: 981058525311406706
- Gemeinsame Normdatei: 1037041801
- International Standard Name Identifier: 0000 0003 5866 2608
- Library of Congress Control Number: no2012049925
- Nederlandse Thesaurus van Auteursnamen: 334433843
- Système universitaire de documentation: 071465065
- Virtual International Authority File: 208859179
- WorldCat: E39PBJghvpWBJktwqQydQ4DKBP